# RhB G 2/2+2/3
Die G 2/2+2/3 ist eine Tenderlokomotive der Bauart Mallet, die die Rhätische Bahn 1896 in zwei Exemplaren beschaffte. Die Lokomotiven wurden durch die Schweizerische Lokomotiv- und Maschinenfabrik in Winterthur hergestellt, als Verkaufspreis wird 65.500 Schweizer Franken angegeben.
Die beiden Lokomotiven unterschieden sich durch die zusätzliche Laufachse von den beiden 1891 abgelieferten G 2×2/2. Bei der Nachbestellung der weiteren acht Mallet-Lokomotiven 1903 drehte man deren Fahrwerk so, dass die Bauart der Bauart G 2/3+2/2 entsprach. In diese Bauart wurden auch die beiden ersten Lokomotiven ohne Laufachse umgebaut.

## Technisches
Die gegenüber den beiden Vorgängerlokomotiven neue Anordnung einer der Laufachsen unter dem Führerstand hatte ihren Grund vor allem in der Erhöhung der Betriebsvorräte. Denn die Kessel- und Maschinenabmessungen blieben grösstenteils gleich, einzig der Kesseldruck wurde von 12 auf 14 Atm erhöht. In diesem Zusammenhang verminderte sich der Hochdruck-Zylinderdurchmesser. Auch den recht grossen hinteren Überhang wollte man vermindern. Es zeigte sich aber schnell, dass sich die zusätzliche Erhöhung der Laufruhe nicht einstellte, sondern die hohe Spurkranz- und Gleisabnützung bestehen blieb. Dies war der Grund, weshalb die Nachfolgelokomotiven mit führender Laufachse gebaut wurden.
Die Lokomotiven besassen einen Aussenrahmen, der Lokomotivrahmen des Hinterteils war nach vorne gezogen und stützte in der Mitte das Drehgestell ab. Der Kessel hing dabei nach vorne über und wurde somit auf Höhe des Drehpunkte zum letzten Mal abgestützt. Einen Drehzapfen besassen die Lokomotiven nicht, da an dieser Stelle das Kugelgelenk der Dampfzuführung angeordnet war. Das Drehgestell war mit Zapfenlagern mit dem Hauptrahmen drehbar verbunden. In dieser Verbindung waren zwei Pufferfedern verbaut, die zusammen mit den Zentrierfedern der beweglichen Gleitplatten der Auflager einem Schlingern des Drehgestells entgegenwirkten. Die Laufachse war in Form eines Adams’schen Radialgestells ausgebildet. Die hinteren Zylinder waren die Hochdruckzylinder, die ihren Dampf direkt von dem mittig angeordneten Dampfdom bezogen. Die vorderen Zylinder wurden mit dem Abdampf der Hochdruckzylinder gespeist. Die Dampfzuführung erfolgte über feste Rohre, deren Kugelgelenk im Drehpunkt angeordnet war. Der Abdampf wurde über ein bewegliches Auspuffrohr mit Stopfbuchsen zum Blasrohr geführt. Zum Anfahren konnten die Niederdruckzylinder mit gedrosseltem Frischdampf versorgt werden. Die Steuerung der Bauart Walschaerts war bei beiden Triebwerken gleichläufig. Die Lokomotiven besassen fliegende Kulissen in Taschenbauart. Die Ansteuerung der beiden Treibwerke erfolgte mit zwei mit innerer Stange gekuppelten und ausbalancierten oben liegenden Steuerwellen. Die Umsteuerung erfolgte mit Schraube und Rad. Bei vollausgelegter Steuerung erfolgte automatisch die gedrosselte Zufuhr des Frischdampfes an die Niederdruckzylinder.

## Liste der G 2/2+2/3 der RhB
| Betriebs- nummer | Inbetriebnahme | Fabrik- nummer | Name      | Ausran- gierung | Verbleib                                           |
| ---------------- | -------------- | -------------- | --------- | --------------- | -------------------------------------------------- |
| 23               | 30.05.1896     | 958            | Maloja    | 1926            | Verkauf an Kraftwerke Oberhasli, 1940 verschrottet |
| 24               | 12.06.1896     | 959            | Chiavenna | 1926            | Verkauf an Kraftwerke Oberhasli, 1940 verschrottet |

## Betriebliches
Das Leistungsheft bei der Bestellung verlangte, dass die Lokomotiven einen Zug von 70 Tonnen auf einer Steigung von 45 Promille mit 15 km/h befördern kann. Diese Vorgabe konnte mit der Leistung von 500 PS erbracht werden.
Die beiden Lokomotiven wurden 1926 bei der RhB ausrangiert und kamen zu den Kraftwerken Oberhasli (Vorgängergesellschaft der Meiringen-Innertkirchen-Bahn), welche sie mit den gleichen Nummern bis 1940 (Nr. 23) und 1937 (Nr. 24) benutzten. Spätestens während des Zweiten Weltkrieges wurden die Lokomotiven als Altmetall verwertet.